# Acheuléen

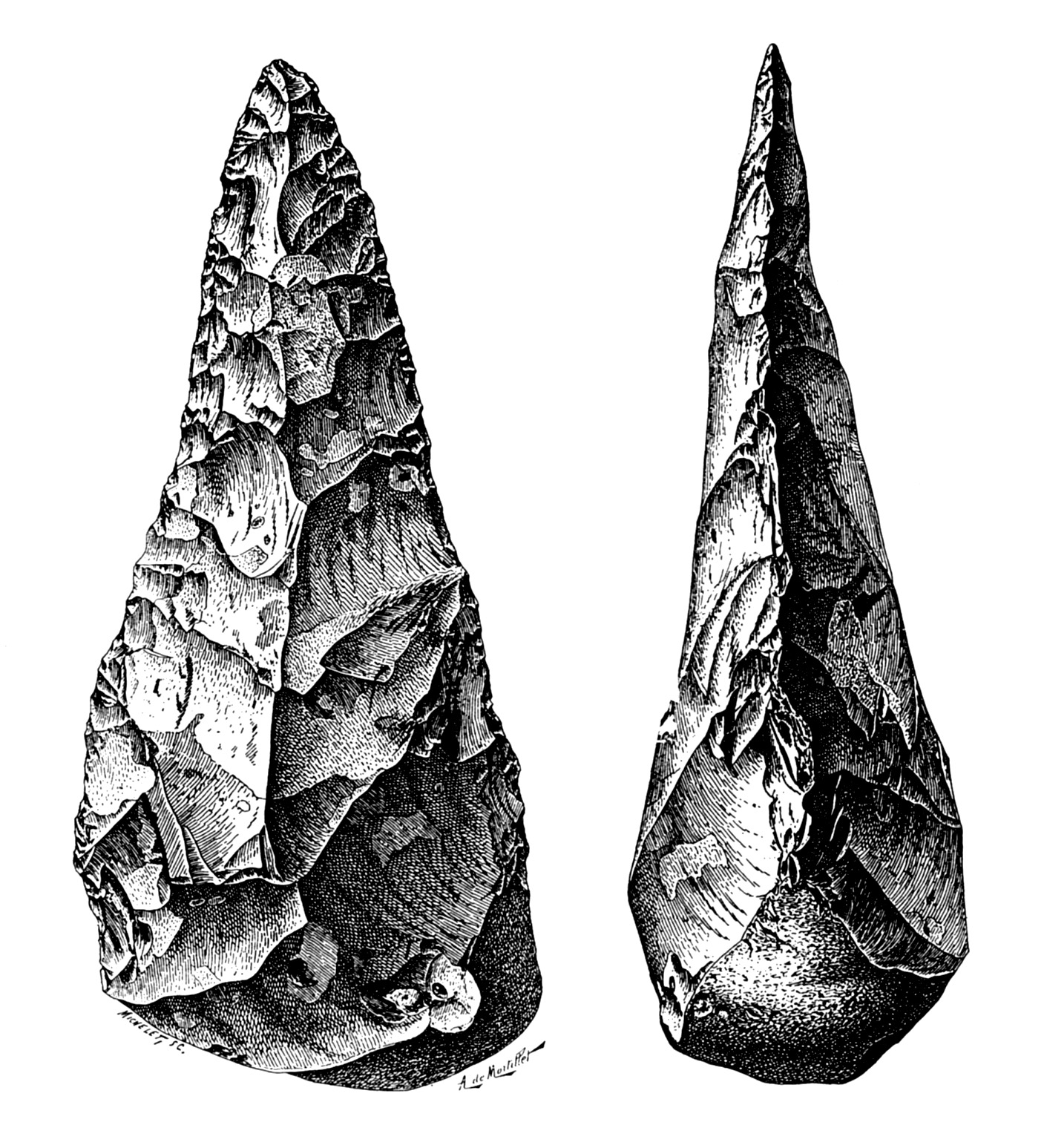
Bifaciale vuurstenen vuistbijl uit Saint-Acheul, de type locatie van het Acheuléen (hoogte: 20 cm) zoals afgebeeld door De Mortillet in 1872

Het Acheuléen (uit het Frans, in het Nederlands gewoonlijk Acheuleaan genoemd) is een periode tijdens het Vroegpaleolithicum en een archeologische industrie van stenen werktuigen, met name de vuistbijlen die deze periode kenmerkten.
De eerste vuistbijlen werden in 1872 door De Mortillet beschreven uit de omgeving van Saint-Acheul, een dorp bij Amiens (Frankrijk). Het Acheuléen is door De Mortillet naar deze plaats vernoemd.
Het Acheuléen volgt op het Oldowan (Afrika) of Abbevillien (Frankrijk). De techniek wordt geassocieerd met zowel Homo ergaster als Homo heidelbergensis. Het leefgebied van deze jager-verzamelaars strekte zich uit van Afrika tot West- en Zuid-Azië en de ijsvrije delen van Europa.
Het Acheuléen duurde ongeveer van 1,75 - 0,05 Ma geleden. Het begon echter niet overal op hetzelfde moment.
In Afrika wordt het oudste Acheuléen op ca. 1,75 Ma geleden gedateerd. Algemeen wordt aangenomen dat het Acheulien na te zijn ontstaan in Afrika zich verspreidde naar Azië en Europa. Lycett liet zien dat de stadia van de verdere ontwikkeling buiten Afrika met statistische analyse en cladistiek mogelijk in de tijd kunnen worden geplaatst
De oudste Europese vondsten werden in Engeland gedaan, waar vuistbijlen werden aangetroffen in sedimenten uit het vroege Cromerien interglaciaal, meer specifiek MIS 16 (680 Ka). Het is niet onmogelijk dat zij nog iets ouder zijn en uit het late deel van MIS 19 (750 Ka) afkomstig zijn. In België komen de oudste vondsten uit de voormalige Grot van Belle-Roche (ca. 500 ka).
Met uitzondering van enkele locaties in China en Korea is het opvallend dat werktuigen van de Acheuléen-industrie niet voorkomen ten noorden en ten oosten van de zogenaamde Moviuslijn. In China dateren de oudste, zeldzame vondsten van ongeveer 0,5 Ma geleden.
Kenmerkend voor de techniek zijn de goed afgewerkte vuistbijlen, met scherpe snijvlakken, die voor vele activiteiten konden worden ingezet. Deze werktuigen werden gemaakt door brokken te hakken uit grote stukken steen en deze vervolgens te verfijnen door langs beide lange zijkanten systematisch scherven af te slaan. Op deze wijze ontstaat een afgeplatte symmetrisch langwerpig ovale vorm met een puntige en een afgeronde korte zijde. Het afslaan veroorzaakt een schelpvormig breukvlak. Door aan beide zijden af te slaan ontstaat waar de schelpvormige breukvlakken elkaar ten slotte ontmoeten een scherpe zijkant. Het afgeslagen materiaal is afval. Een afgeslagen scherf of splinter wordt een afslag genoemd. Omdat de techniek tweezijdig symmetrisch is wordt zij ook bifaciaal genoemd.
Naast de stenen voorwerpen, werden ook organische stoffen als hout gebruikt om werktuigen te maken. Zo zijn er in een groeve bij Schöningen in Duitsland werpsperen uit het Reinsdorf Interglaciaal gevonden. Deze hebben een ouderdom van ongeveer 400 ka. De speren zijn uniek want hout van deze ouderdom fossiliseert meestal niet zo goed dat te zien is dat het door mensen gebruikt is. De speren zijn zeer belangrijk want zij tonen aan dat de mensen die ze gebruikten mogelijk niet alleen maar passieve aaseters waren. Of de speren alleen voor actieve jacht of ook ter verdediging gebruikt werden is echter onbekend.
Net als bij het in Europa toegepaste drieperiodensysteem wordt het Acheuléen in een Oud-, Midden- en Jong-Acheuléen verdeeld.
Ongeveer 300.000 jaar geleden, tijdens het Laat-(of Jong-)Acheuléen, werd de techniek door Homo heidelbergensis uitgebreid tot de Levalloistechniek, waarbij de scherven en splinters van het bewerken van de stenen, in feite dus het restafval, gebruikt werden als vlijmscherpe messen. De werktuigen van de Levallois-techniek worden ook met neanderthalers geassocieerd. De naam 'Levallois' is afgeleid van de vindplaats van de eerste werktuigen, Levallois-Perret nabij Parijs.

Afbeeldingen
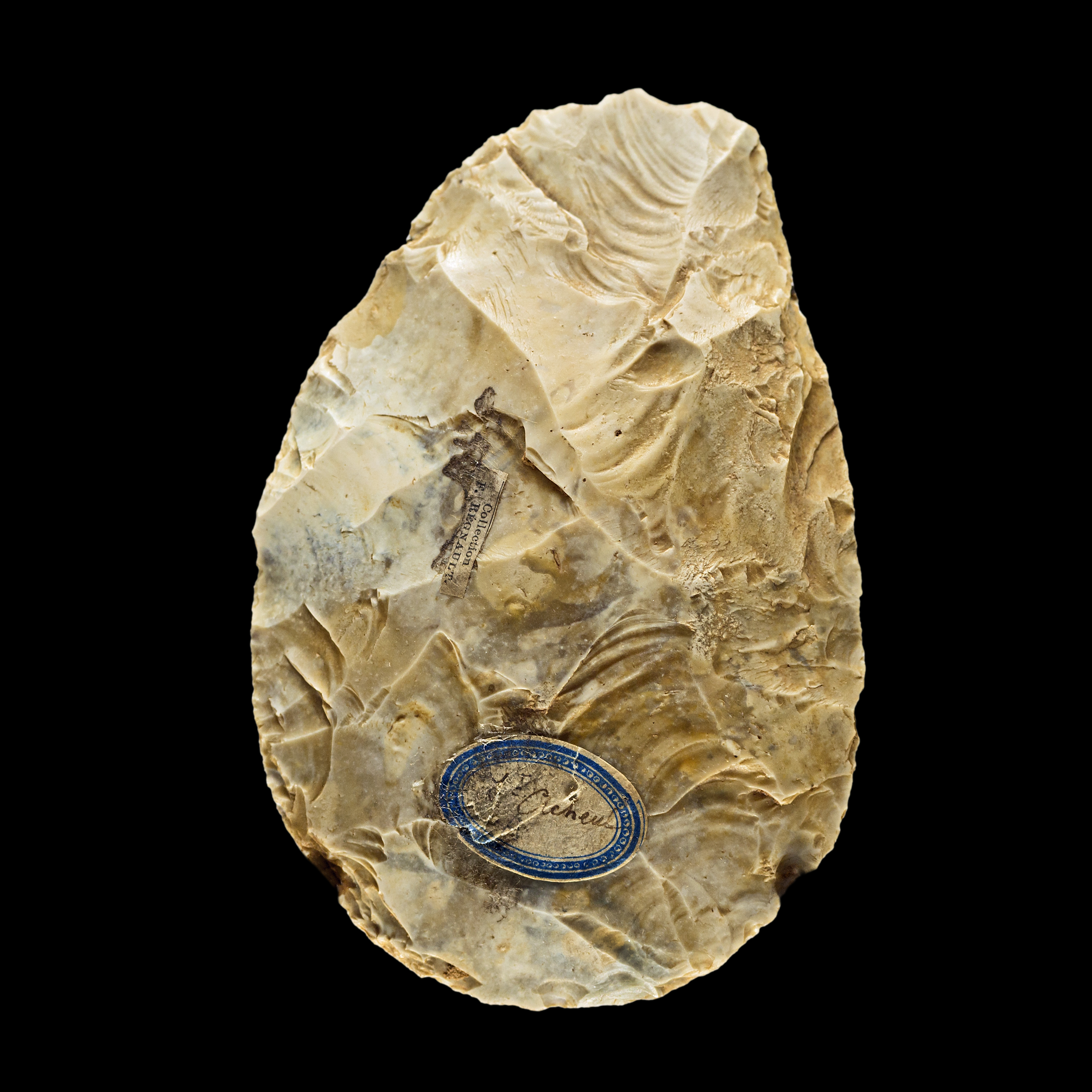
Bifaciale vuurstenen vuistbijl uit Saint-Acheul, de type-locatie van het Acheuléen
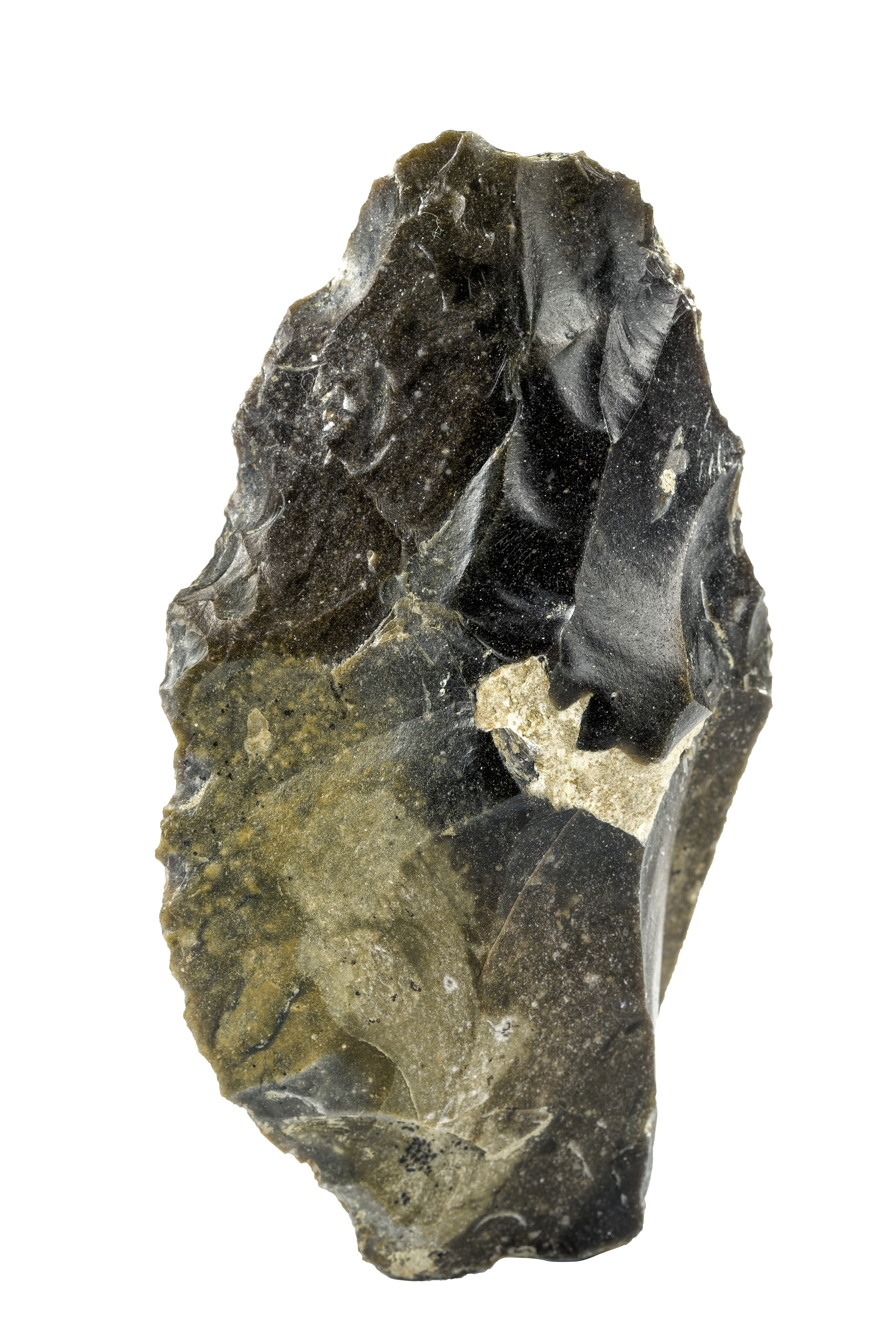
Atypische vroegpaleolithische vuurstenen vuistbijl, opgegraven in Kesselt Op de Schans, wellicht de oudste Acheuleaansite in de Benelux (500.000 tot 390.000 jaar oud), collectie van de KU Leuven, Gallo-Romeins Museum (Tongeren)
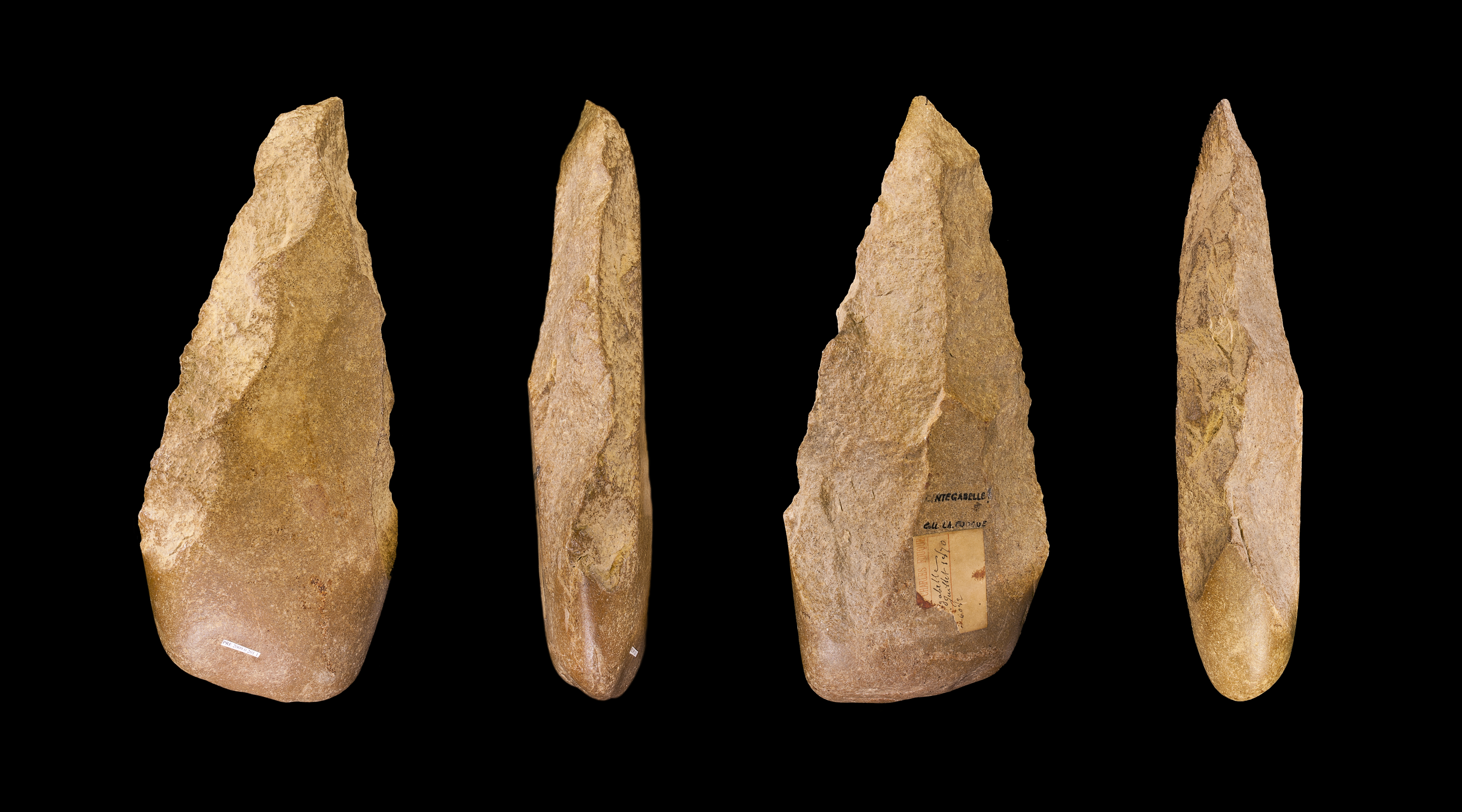
Typische bifaciale vuistbijl uit Cintegabelle (Frankrijk)